# Volatile Times
Volatile Times è il quarto album in studio del musicista britannico IAMX, pubblicato il 18 marzo 2011 dalla BMG Rights Management.

## Tracce
1. I Salute You Christopher – 2:57
2. Music People – 4:30
3. Volatile Times – 5:10
4. Fire and Whispers – 4:24
5. Dance with Me – 3:45
6. Bernadette – 5:18
7. Ghosts of Utopia – 4:24
8. Commanded by Voices – 4:36
9. Into Asylum – 2:28
10. Cold Red Light – 4:57
11. Oh Beautiful Town – 6:13